# ランベ郡

ランベ郡
Lenbe

ランベ郡（ランベぐん、ハイチ語: Lenbe、フランス語: Limbé）は、ハイチ北県中西部の郡。西にオボイ郡、南西にプレザンス郡、南にアルティボニット県マムラード郡、東にアキル・ディノー郡と接し、北は大西洋に臨む。
北にバ・ランベ、南にランベの2つのコミーンがある。郵便番号は16から始まる。

## 脚註
1. 1 2  “Haiti: administrative units, extended”.   GeoHive.com. 2016年10月5日時点のオリジナルよりアーカイブ。2021年8月10日閲覧。
2. ↑  “POPULATION TOTALE, POPULATION DE 18 ANS ET PLUS MÉNAGES ET DENSITÉS ESTIMÉS EN 2015” (pdf).   Institut Haïtien de Statistique et d’Informatique (IHSI). pp. 16 - 17 (2015年3月). 2021年8月10日閲覧。